# Android SDK
Android SDK (Android Software Development Kit) – zestaw narzędzi (SDK) dla programistów przeznaczony do tworzenia aplikacji na platformę Android. Składa się z dwóch części: SDK Tools – wymaganej do tworzenia aplikacji niezależnie od wersji Androida, oraz Platform Tools – czyli narzędzi zmodyfikowanych pod kątem konkretnych wersji systemu.
W skład środowiska programistycznego wchodzą takie elementy jak dokumentacja, przykładowe programy, tutoriale, biblioteki, emulator oparty na QEMU, debugger oraz wiele innych narzędzi. Wspierane platformy to Linux (większość nowoczesnych dystrybucji), OS X w wersji 10.5.8 lub późniejszej oraz Windows XP lub nowszy.
Android SDK jest modularny. Istnieje możliwość łatwej instalacji oraz deinstalacji dowolnego modułu przez dostarczany Android SDK Manager. Modułami są np. obrazy konkretnych wersji Androida, dodatkowe sterowniki, źródła SDK, czy przykładowe programy. Szczególnie ważne są obrazy systemu uruchamiane na emulatorze, dzięki którym programiści mogą łatwo testować zachowanie aplikacji na wszystkich wersjach Androida, nie posiadając fizycznych urządzeń.

## SDK Tools
SDK Tools to narzędzia wymagane do tworzenia aplikacji na platformę Android. Najważniejsze z nich to:
- android – pozwala zarządzać wirtualnymi maszynami (AVD Manager), projektami, oraz instalować i odinstalowywać moduły SDK (Android SDK Manager)
- Dalvik Debug Monitor Server (ddms) – debugger aplikacji
- emulator – emulator urządzenia z Androidem oparty na QEMU, którego można użyć do projektowania, debugowania i testowania aplikacji pod różnymi wersjami systemu
- layoutopt – analizuje layout (rozmieszczenie widżetów) aplikacji w celu zoptymalizowania ich pod kątem wydajności
- mksdcard – pomaga utworzyć obraz dysku do użycia z emulatorem w celu zasymulowania obecności zewnętrznej pamięci (jak np. karty SD)
- ProGuard – zmniejsza, optymalizuje i zaciemnia kod poprzez usuwanie nieużywanych fragmentów oraz zmianę nazw klas, metod i pól
- sqlite3 – pozwala uzyskać dostęp do plików baz SQLite tworzonych przez aplikacje
- traceview – graficzna przeglądarka logów wykonania aplikacji
- zipalign – optymalizuje pliki APK w taki sposób, by nieskompresowane dane były w konkretnej pozycji względem początku pliku

## Platform tools
Platform tools to narzędzia aktualizowane podczas instalacji każdej nowej platformy SDK (czyli zestawu bibliotek niezbędnych do skompilowania aplikacji dla określonej wersji Androida). Każda aktualizacja Platform tools jest kompatybilna wstecznie z poprzednią wersją. Najczęściej używanym narzędziem należącym do Platform tools jest Android Debug Bridge (adb). Jest to wszechstronne narzędzie, które pozwala kontrolować emulator lub urządzenie z Androidem. Można go użyć do instalowania aplikacji i uruchamiania ich. adb ma duże możliwości kontroli urządzenia – pozwala na dostęp do powłoki, przesyłanie plików do i z urządzenia czy instalowanie aktualizacji systemu.
Często używanym narzędziem z Platform tools jest także fastboot – program umożliwiający takie operacje jak wczytywanie obrazu systemu na urządzenie (czyli instalację nowszej wersji Androida lub nawet innego systemu), zarządzanie partycjami czy odblokowywanie bootloadera.
Do Platform tools należą także inne narzędzia, jednak zazwyczaj nie są one używane bezpośrednio, a poprzez IDE bądź inne składniki Android SDK.

## IDE
W ramach Android SDK udostępniane jest ADT Bundle, czyli zestaw podstawowych narzędzi potrzebnych do rozpoczęcia pisania aplikacji. W skład niego wchodzi:
- Eclipse – środowisko programistyczne wraz z pluginem ADT przystosowującym program do tworzenia aplikacji na Androida
- SDK Tools
- Platform Tools
- Zestaw bibliotek do najnowszej wersji Androida
- Obraz systemu do emulatora

Od maja 2013 dostępna jest wersja testowa Android Studio, czyli środowiska opartego na IntelliJ IDEA. Głównymi jego zaletami w porównaniu do Eclipse'a z ADT jest użycie nowszego Gradle zamiast Anta do budowy oprogramowania, możliwość
skonfigurowania kilku wariantów budowy programu dla jednego projektu, a także usprawnienia w kwestiach refaktoryzacji i uzupełniania kodu.
Używanie jakiegokolwiek IDE nie jest obowiązkowe – programiści mogą edytować pliki XML i Java w dowolnym edytorze, a później budować i debugować aplikacje za pomocą konsolowych narzędzi dostarczanych z SDK.